# PR-681
A Rodovia PR-681 é uma estrada pertencente ao governo do Paraná, que faz a ligação entre a rodovia PR-486 e o Distrito de Mirante do Piquiri. A rodovia está localizada dentro do território do município de Alto Piquiri, passando também pelo centro da cidade.

## Trechos da Rodovia
A rodovia possui uma extensão total de aproximadamente 43,3 km (dos quais 15,5 km são apenas planejados), podendo ser dividida em 5 trechos, conforme listados a seguir:
| Ponto de referência                             | Extensão do trecho | Extensão acumulada | Situação    |
| ----------------------------------------------- | ------------------ | ------------------ | ----------- |
| Entroncamento PR-486                            | ---                | 0 km               | ---         |
| Alto Piquiri                                    | 3,4 km             | 3,4 km             | Pavimentado |
| Início da Pista Dupla (Distrito de Paulistânia) | 18,8 km            | 22,2 km            | Pavimentado |
| Final da Pista Dupla (Distrito de Paulistânia)  | 0,5 km             | 22,7 km            | Duplicado   |
| Distrito de Mirante do Piquiri                  | 5,1 km             | 27,8 km            | Pavimentado |
| Entroncamento PR-317 (Formosa do Oeste)         | 15,5 km            | 43,3 km            | Planejado   |

Extensão construída: 27,8 km (64,20%)
Extensão pavimentada: 27,8 km (64,20%)
Extensão duplicada: 0,5 km (1,15%)